# Amtsgericht Volkmarsen
Das Amtsgericht Volkmarsen war ein preußisches Amtsgericht mit Sitz in Volkmarsen.

## Vorgeschichte
In Kurhessen erfolgte 1821 die Trennung der Rechtsprechung von der Verwaltung und für die Rechtsprechung wurden Justizämter, darunter das Justizamt Volkmarsen, eingerichtet. Es war dem Obergericht für die Provinz Niederhessen zugeordnet.

## Geschichte
Mit der Annexion Kurhessens durch Preußen 1866 wurden in der neuen Provinz Hessen-Nassau Amtsgerichte eingerichtet. Das Justizamt Volkmarsen wurde entsprechend in das Amtsgericht Volkmarsen umgewandelt. Es war dem Kreisgericht Kassel zugeordnet. Mit der Einführung der Reichsjustizgesetze entstanden 1879 reichsweit einheitlich Amtsgerichte. Das Amtsgericht Volkmarsen behielt damit seinen Namen und erhielt die neuen Funktionen. Es war nun eines der 34 Amtsgerichte im Bezirk des Landgerichtes Kassel. Am Gericht bestand eine Richterstelle. Es war damit ein kleines Amtsgericht im Landgerichtsbezirk. Sein Gerichtsbezirk umfasste aus dem Kreis Wolfhagen den Stadtbezirk Volkmarsen, die Gemeindebezirke Breuna mit Rhöda, Ehringen, Niederelsungen, Niederlistingen, Oberlistingen und Wettesingen und die Gutsbezirke Forstgut Ehringen, Malsburg mit Hohenborn und Sieberhausen.
Das Amtsgericht Volkmarsen wurde im Zweiten Weltkrieg zum 15. Juni 1943 stillgelegt und sein Sprengel dem Amtsgericht Wolfhagen zugeordnet.